# Ольхувка (Люблінське воєводство)
Ольхувка (пол. Olchówka) — село в Польщі, у гміні Сосновиця Парчівського повіту Люблінського воєводства. Населення — 30 осіб (2011).

## Історія
За даними етнографічної експедиції 1869—1870 років під керівництвом Павла Чубинського, у селі проживали лише греко-католики, які розмовляли українською мовою.
У 1921 році село входило до складу гміни Турно Володавського повіту Люблінського воєводства Польської Республіки.
У 1975—1998 роках село належало до Холмського воєводства.

## Населення
Станом на 10 вересня 1921 року в селі налічувалося 42 будинки та 163 мешканці, з них:
- 87 чоловіків та 76 жінок;
- 116 православних, 47 римо-католиків;
- 94 українці, 69 поляків.

Демографічна структура станом на 31 березня 2011 року:
|          | Загалом | Допрацездатний вік | Працездатний вік | Постпрацездатний вік |
| -------- | ------- | ------------------ | ---------------- | -------------------- |
| Чоловіки | 16      | 3                  | 11               | 2                    |
| Жінки    | 14      | 1                  | 5                | 8                    |
| Разом    | 30      | 4                  | 16               | 10                   |